# Beluran
Beluran est une ville de l’État Sabah en Malaisie dans l'ile de Bornéo. Elle est située au nord de l’État sur la côte de la mer de Sulu. Elle est située à 88 km de Sandakan. 

## Présentation
La ville, qui compte 8 392 habitants en 2010, est le chef-lieu du district éponyme. la ville est construite au bord de l'estuaire du fleuve Sungai Labuk qui atteint 1 kilomètre de large en débouchant sur la mer. Les habitants font partie principalement des ethnies Tidong, Kadazan, Dusun et Orang Sunga.